# Ојердорф
Ојердорф (њем. Euerdorf) град је у њемачкој савезној држави Баварска. Једно је од 26 општинских средишта округа Бад Кисинген. Према процјени из 2010. у граду је живјело 1.601 становника. Посједује регионалну шифру (AGS) 9672122.

## Географски и демографски подаци
Ојердорф се налази у савезној држави Баварска у округу Бад Кисинген. Град се налази на надморској висини од 202 метра. Површина општине износи 16,3 km². У самом граду је, према процјени из 2010. године, живјело 1.601 становника. Просјечна густина становништва износи 98 становника/km².